# Адмирал Лазарев (броненосный фрегат)
«Адмирал Лазарев» — башенный (броненосный) фрегат Балтийского флота Российской империи одноимённого типа. Вошёл в строй в 1872 году. В 1892 году переклассифицирован как броненосец береговой обороны (ББО) и выступал как учебный корабль.
«Адмирал Лазарев» был исключён из списков кораблей флота в 1907 году и сдан к Кронштадтскому порту. В 1910 году рассматривалась возможность перестройки корабля в авианосец, но проект реализован не был. В 1912 году корпус был продан на слом и в том же году затонул во время буксировки в Германию.
Корабль назван в честь мореплавателя, командующего Черноморским флотом и одного из первооткрывателей Антарктиды адмирала Михаила Лазарева.

## Проект
Проект (Е3) броненосных фрегатов был разработан в КТК на основе броненосных лодок типа «Чародейка», но значительно больших размерений, чем их предшественники.

## Строительство
Подготовительные работы на заводе Карра и Макферсона (ныне Балтийский завод) в Санкт-Петербурге начались в апреле 1865 года. 24 мая 1865 года были утверждены окончательные построечные чертежи и подписан построечный договор. Этому же заводу заказали и главные механизмы. В 1866 году Корпуса корабельных инженеров (ККИ) капитан Н. Г. Коршиков был назначен наблюдающим за постройкой броненосного фрегата «Адмирал Лазарев». С 1866 года в постройке в Петербургском порту также принимал участие ККИ кондуктор Н. Е. Титов. Закладка киля прошла 29 мая 1867 года, но строительство было заморожено, так как последовали изменения в конструкции. После подписания новых изменённых построечных чертежей. Перезакладка прошла 21 сентября 1867 года. Броня поставлялась с Адмиралтейских Ижорских заводов и Камского медеплавильного и железоделательного завода. «Адмирал Лазарев» был спущен на воду в 1871 году. Для окончательной достройки корпус был переведён из Санкт-Петербурга в Кронштадт.
Во время морских испытаний «Адмирал Лазарев» показал скорость 10,4 узла (19,3 км/ч) при 2004 индикаторных лошадиных сил (1494 кВт). Официально корабль вступил в строй в 1872 году. Стоимость постройки корпуса с главными механизмами составила 1 289 300 рублей.

## Конструкция

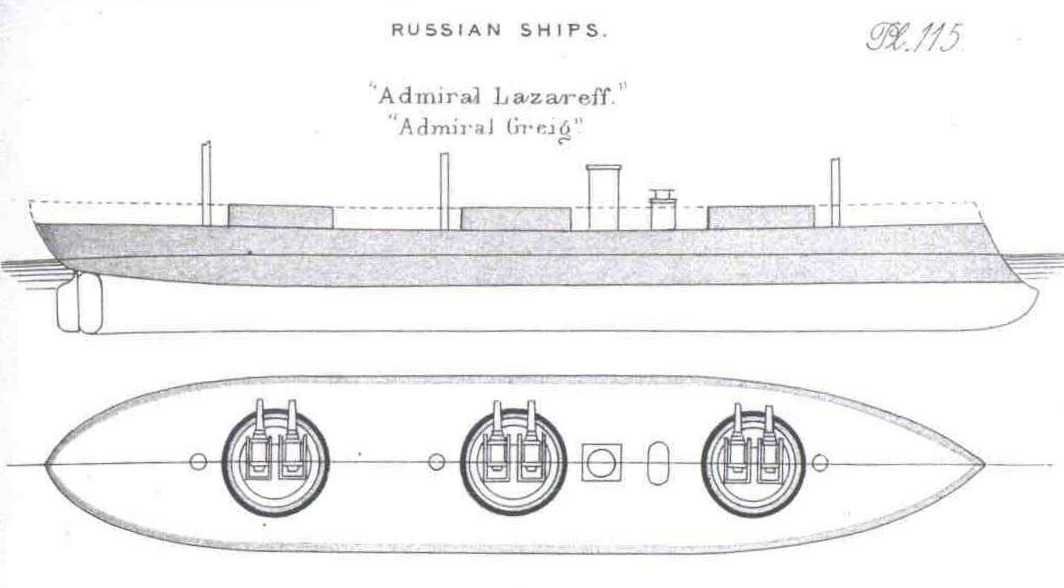
Схема трёхбашенного броненосного фрегата «Адмирал Лазарев»

Общая длина 79,9 метра (262 футов), ширина 13,1 метра (43 футов), максимальная осадка 6,4 метра (21 футов). Высота надводного борта составила 1,5 метра. Водоизмещение проектное 3505 тонн и 3561 тонны — полное, но в процессе строительства водоизмещение проектное возросло до 3881 тонн и полное до 3943 тонн. Набор корпуса производился по клетчатой системе с двойным дном. Внутреннее пространство было разделено водонепроницаемыми переборками. Система трюмных переборок была разработана лейтенантом С. О. Макаровым. Трюмные помпы были соединены в единую систему и подключены к главной канализации. Это усовершенствование оказалось успешным и стало стандартным для поздних русских броненосцев. В носовой части размещалась надстройка с бушпритом. Вдоль всего корпуса по миделю продольного сечения шёл переходной мостик, с которого было удобно работать с парусами и шлюпками даже в свежую погоду. Команда по штатному расписанию 1877 года состояла из 18 офицеров и 242 человек нижних чинов, в том числе унтер-офицеров.

### Бронирование
Корпус был полностью покрыт листами кованой брони. Броневые листы укладывались на деревянную подкладку из тиковой древесины. По конструкции подкладка смягчала удары снарядов о броню и предохраняла корпус от расшатывания. Горизонтальные 229-мм тиковые брусья прилегали непосредственно к металлической обшивке борта. На них крепились 25,4-мм железные листы вспомогательной брони. Потом крепились вертикальные 203-мм тиковые брусья. И четвёртым слоем крепились наружные броневые плиты, имеющие толщину 114-мм на миделе, 76-мм на корме и 89-мм на передней оконечности корпуса. Брусья скреплялись железными угольниками, которые предотвращали разрыв наружных броневых плит, а тиковые брусья амортизировали удар, предотвращая разрыв заклёпок, соединяющих листы обшивки и набор корпуса. В качестве средства предотвращения гнили брусьев использовался сначала сурик, а затем использовали специальное средство, названное «клей Хейса», которое считалось абсолютно надёжным. Орудийные башни были бронированы 152-мм листами брони. Палубная броня толщиной 25,4-мм была положена на подкладку из сукна и войлока. Боевая рубка была бронирована 127-мм листами.

### Главные механизмы
Корабли проекта имели одну двухцилиндровую горизонтальную паровую машину прямого действия системы Хомфрейса с приспособлением для отсечки пара. Пар вырабатывался в четырёх прямоугольных жаротрубных котлах (рабочее давление 1,7 атм). Главная энергетическая установка выдавала, в общей сложности, 2020 индикаторных лошадиных сил (1510 кВт). Движителем являлся один неподъемный трехлопастный гребной винт. Дальность плавания по запасам угля составляла до 1500 морских миль при скорости 9 узлов. В качестве дополнительного движителя использовались паруса, также они использовались в качестве вспомогательного устройства при маневрировании. Курс задавался при помощи балансирного руля. На корабле были установлены генераторы для выработки электроэнергии для освещения.

### Вооружение
Изначально на фрегат были установлены три башни системы Кольза с двумя 9-дюймовыми (229-мм) 20-калиберными гладкоствольными пушками Обуховского завода в каждой башне.
В 1873 году вице-адмирал А. А. Попов предложил демонтировать боевые рубки, а пару 229-мм орудий в носовой и средней башне заменить по одному нарезному 280-мм орудию конструкции Круппа (11-дюймов / 17-калибров) производства Обуховского завода, так же он предложил заменить кормовую башню на 305-мм орудие в барбетной установке. В 1874—1875 годах данное предложение было реализовано, за исключением кормовой башни — из-за нехватки 305-мм пушек в неё установили одно 280-мм орудие, подобно другим башням.
Во время Русско-турецкой войны 1877—1878 годов на крышах носовой и кормовой турелей была установлена пара лёгких 4-фунтовых (86-мм) орудий и пара 4-ствольных 1,7 дюйма (44-мм) скорострелок системы Энгстрёма для действий против торпедных катеров и самодвижущихся мин, также был установлен 9-дюймовый миномёт, но так как его точность была низкой, то в начале 1880-х годов он был демонтирован. В середине 1880-х годов была установлена одна скорострельная пушка револьверного типа.
В начале 1890-х годов на «Адмирале Лазареве» вооружение состояло из двух 2,5 дюйма (64-мм) орудий системы Барановского, пяти 1,9 дюйма (47-мм) пушек системы Гочкиса, два 1,5 дюйма (37-мм) пятиствольных орудий револьверного типа системы Гочкиса. Также на борту могло находится до 15 якорных мин.

## Служба

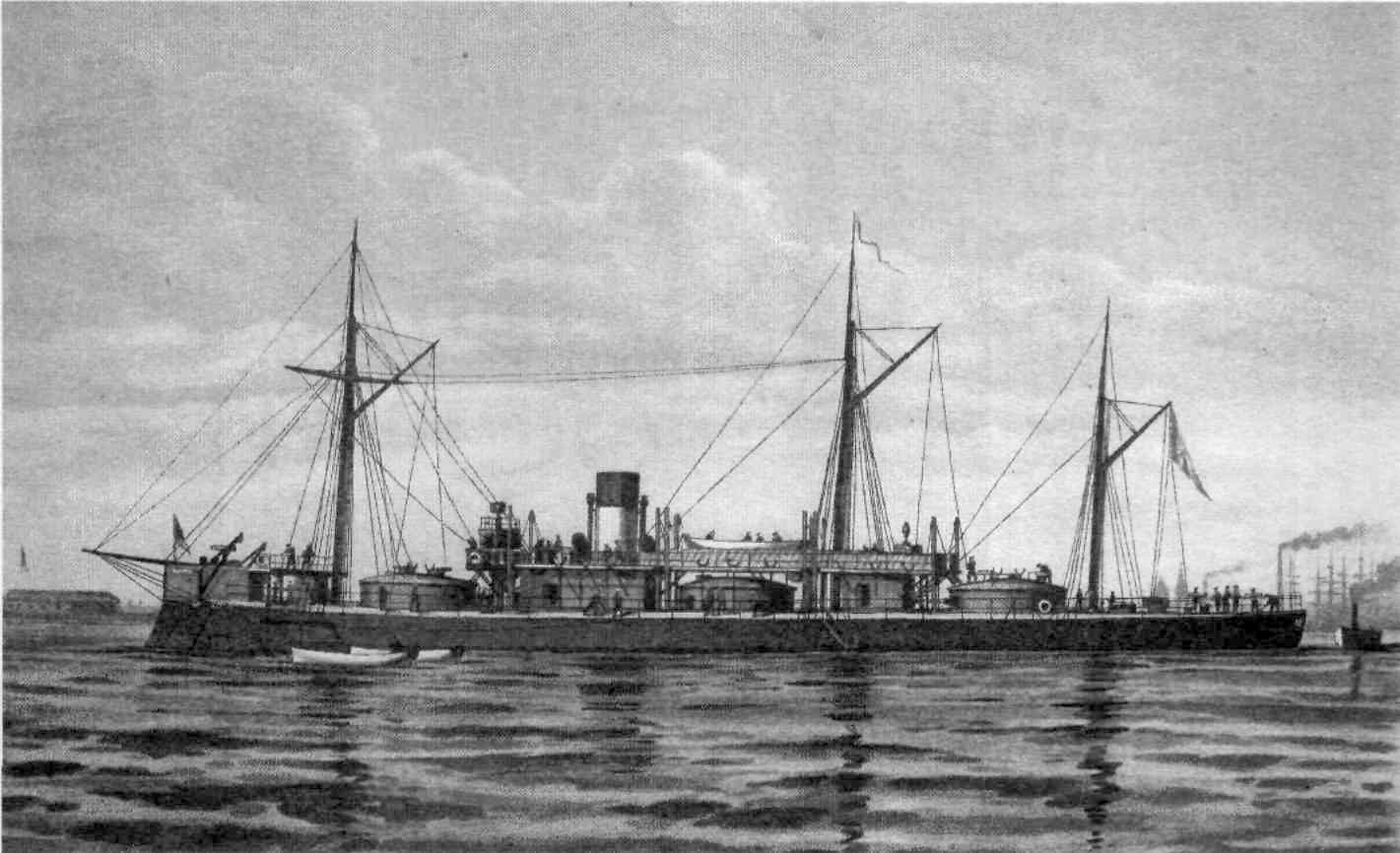
Броненосный башенный фрегат «Адмирал Лазарев» в Кронштадте

22 октября 1871 года во время маневрирования в гавани Кронштадта «Адмирал Лазарев» протаранил монитор «Адмирал Спиридов». Ниже ватерлинии была пробита дыра площадью около 0,65 м². Вода стала поступать через плохо запечатанные водонепроницаемые переборки. К месту бедствия подоспели находившиеся рядом корабли, с которых подали рукава и откачали воду. Данный инцидент повлёк расследование комиссии. Расследование выявило, что в процессе строительства была нарушена технология клепки и герметизации водонепроницаемых переборок. Также комиссия рекомендовала проверить герметичность переборок на строящихся кораблях путём затопления внутренних отсеков во время строительства. Но эта рекомендация не выполнялась до 1897 года, пока 12 июня на Транзундском рейде от удара о подводную скалу затонул эскадренный броненосец «Гангут».
В 1871—1872 годах в ходе эксплуатации выявился чрезмерный до 1,7 метра дифферент на корму, вследствие чего потребовалось перераспределение грузов, что позволило снизить дифферент и улучшить мореходные качества.
В 1879 году Е. П. Тверитинов модернизировал электро-техническое оборудование корабля и установил «свечи Яблочкова».

### Большие манёвры Балтийского флота
В августе 1882 года «Адмирал Лазарев» участвовал в больших морских манёврах Балтийского флота, начавшихся 23 числа. По сценарию манёвров корабли были разделены на три эскадры — атакующую (первая), защищающуюся (вторая) и эскадру подкрепления (третья).
- В первую эскадру вошли: броненосный фрегат «Князь Пожарский» (брейд-вымпел свиты Е. И. В. контр-адмирала Д. 3. Головачёва), фрегат «Светлана», корветы «Аскольд», «Варяг», «Богатырь», «Боярин», «Гиляк», двух-башенная броненосная лодка «Русалка», тендер «Кадет», миноносец «Взрыв», миноноски «Ракета», «Самопал», «Пескарь», «Иволга», «Индюк», парусные яхты «Королева Виктория», «Никса», «Забава».
- Во вторую эскадру вошли: пароход «Ильмень» (брейд-вымпел свиты Е. И. В. контр-адмирала В. П. Шмидта), канонерские лодки «Вихрь», «Ёрш», «Град», «Щит», «Хват», миноноски «Жаворонок», «Филин», «Сирена», «Касатка», «Галка», «Дельфин», речной пароход и баржа с партией минёров.
- В третей эскадре были: броненосный фрегат «Адмирал Лазарев» (брейд-вымпел контр-адмирала К. П. Пилкина), плавучие батареи «Не тронь меня», «Первенец», клипера «Изумруд» и «Жемчуг», монитор «Лава», колёсный пароход «Днепр».

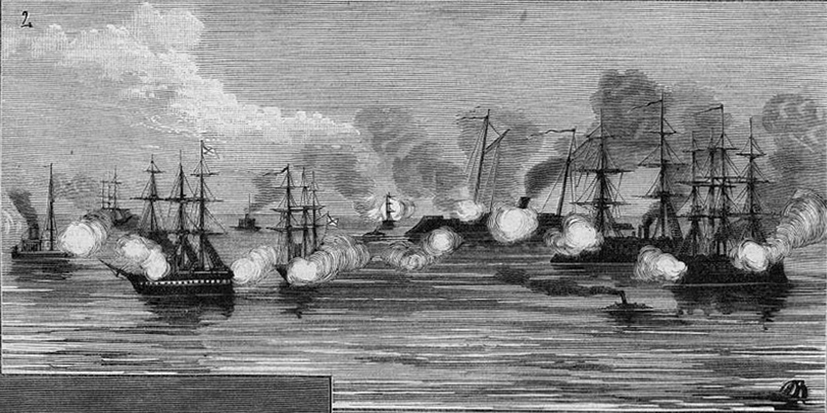
Бой 24-го августа

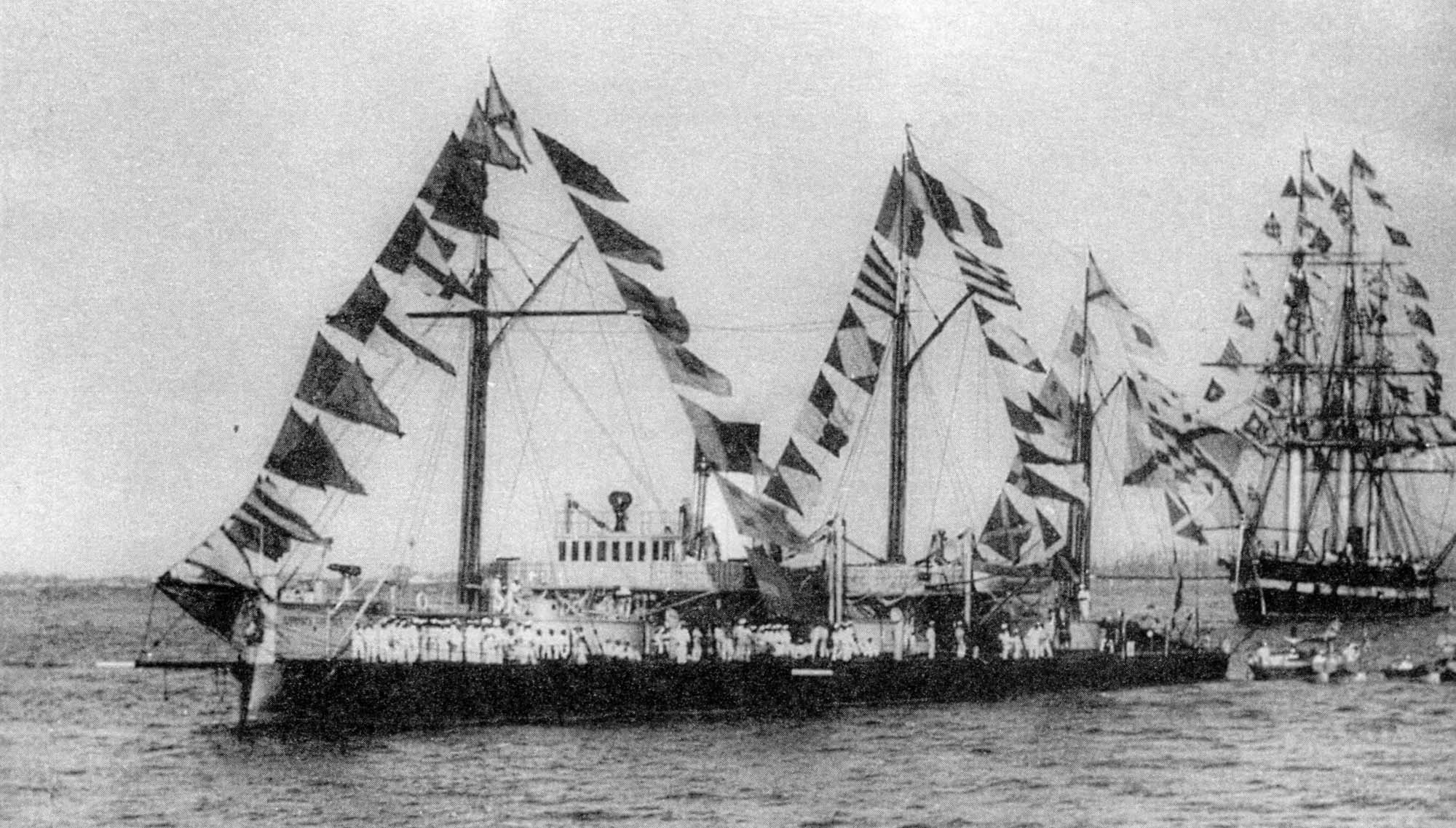
Броненосный фрегат «Адмирал Лазарев» и фрегат «Светлана» в праздничной расцветке на Кронштадтском рейде

Вторая эскадра разделившись на две части провела минирование подходов к Выборгу и заняла атакующие позиции на южном и северном направлениях, также часть кораблей была оставлена в резерве. В это время «Варяг» и «Аскольд» провели артиллерийскую подготовку и высадку десанта на остров Тейкар-Сари и организовали базу снабжения для атакующей эскадры между островами Менц и Уран-Сари. Оборону этих островов обеспечивали «Боярин» и «Гиляк», занявшие северный и южный проходы к этим островам. Другие корабли эскадры проводили условную бомбардировку Выборга, а миноносцы и миноноски отбивали атаки «второй» эскадры, при этом, парусные яхты выполняли роль транспортов и кораблей связи. Все действия кораблей проходили под личным наблюдением Александра III, который при необходимости сходил на берег или переходил на различные корабли. Манёвры, артиллерийские стрельбы, а также постановка и подрыв мин продолжались и ночью. Утром 24 августа в помощь обороняющимся подошла «третья» эскадра. Именно в этот день были проведены основные сцены боя. В исходе 5-го часа обороняющиеся начали одерживать победу, и Александр III вернулся на императорскую яхту «Держава», а корабли эскадр начали выстраиваться на Транзундском рейде. 25 августа состоялся Высочайший смотр флота.

### Дальнейшая служба

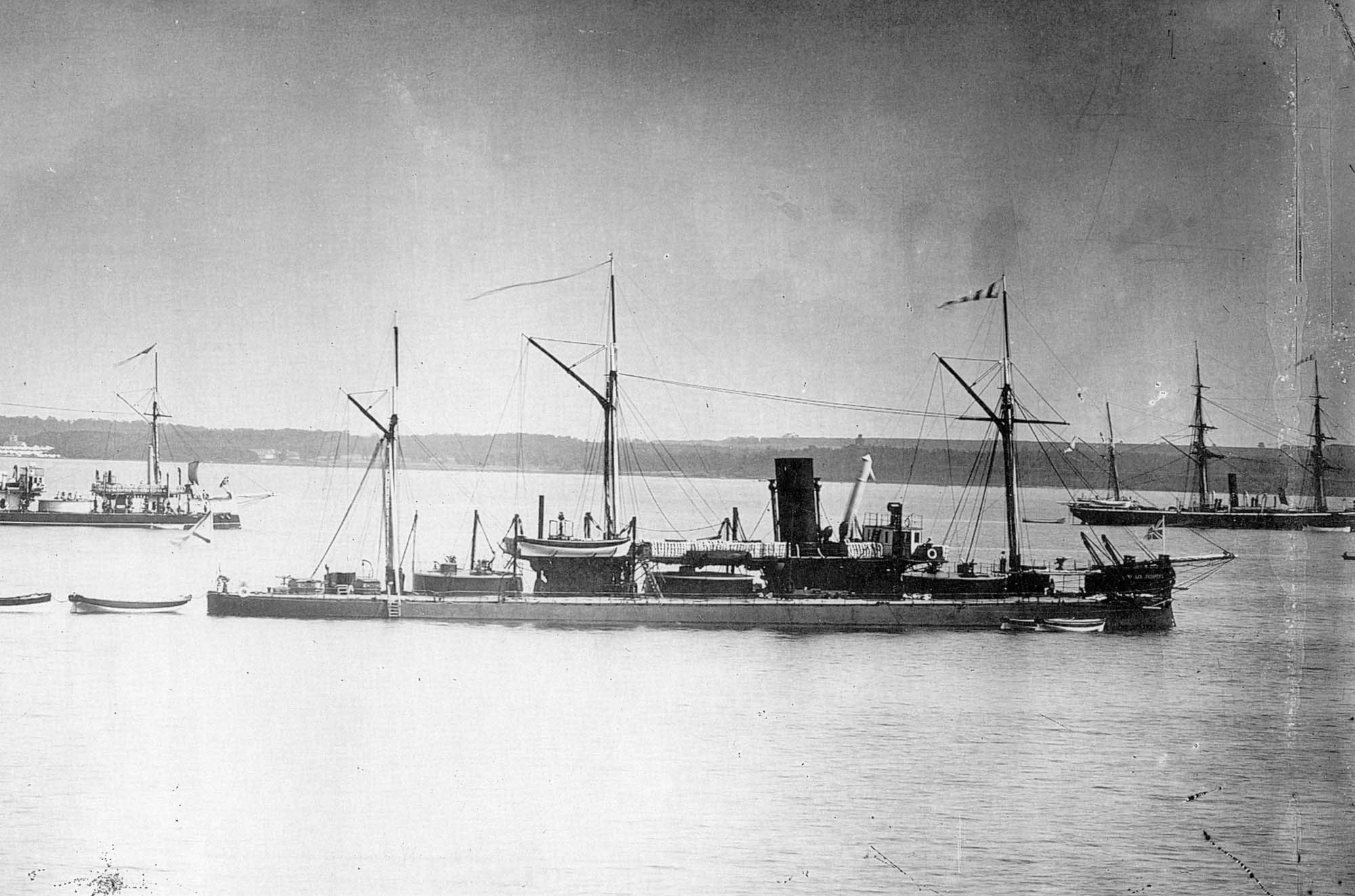
«Адмирал Лазарев» на Неве во время Императорского смотра.

В 1881—1882 годах были заменены коробчатые жаротрубные котлы на цилиндрические.
В 1890 году «Адмирал Лазарев» состоял в 7-м флотском экипаже и летом выходил в кампанию в Балтийском море.
Приказом по Морскому ведомству от 13 февраля 1892 года «Адмирал Лазарев» был переклассифицирован как броненосец береговой обороны (ББО). И позже переведён в учебный отряд.
В 1904—1905 годах, во время Русско-японской войны, «Адмирал Лазарев» был переведён в Либаву для усиления береговой обороны.
«Адмирал Лазарев» выведен из состава флота 14 августа 1907 года и сдан к Кронштадтскому порту.
В июле 1910 года был рассмотрен вариант перестройки корпуса в авианосец с полётной палубой размером 77×15 метров на стойках над верхней палубой, но после тщательного рассмотрения, проект был отклонён.
Разоружённый корпус «Адмирала Лазарева» был продан в Германию. В октябре 1912 года во время буксировки корпус затонул.

## Известные люди, служившие на корабле

### Командиры
- 04.10.1865—08.11.1876 капитан-лейтенант (с 27.03.1866 капитан 2-го ранга, с 01.01.1871 капитан 1-го ранга) Новосильский, Михаил Павлович
- ??.??.1877—07.04.1880 капитан 1-го ранга Кумани, Михаил Николаевич
- 14.04.1880—хх.хх.1885 капитан 1-го ранга Геркен, Фёдор Алексеевич
- 01.01.1886—24.02.1886 капитан 1-го ранга Болотников, Павел Александрович
- 24.02.1886—26.02.1887[3] капитан 1-го ранга Ермолаев, Платон Иванович
- 05.04.1887—хх.хх.хххх капитан 1-го ранга Веселаго, Александр Осипович
- 04.01.1893—07.11.1894 капитан 2-го ранга Подъяпольский, Иван Иванович
- 07.11.1894—хх.хх.1897 капитан 2-го ранга Зацарённый, Василий Максимович
- 12.01.1898[4]—??.??.1898 капитан 2-го ранга В. А. Лилье
- 15.11.1899—04.05.1900 капитан-лейтенант С. И. Григорьев
- хх.хх.1901—хх.хх.1901 капитан 2-го ранга Баженов, Николай Романович
- 06.12.1901—??.??.1902 капитан 2-го ранга А. А. Родионов
- 06.12.1902—хх.хх.1906 капитан 2-го ранга Яковлев, Вячеслав Карлович
- ??.??.1906—??.??.1907 капитан 2-го ранга Г. П. Пекарский

### Старшие офицеры
- с 26.04.1869[5] капитан-лейтенант
- 30.10.1876—26.01.1877 лейтенант А. А. Вирениус
- ??.??.1880—??.??.1880 капитан-лейтенант Бирилёв, Алексей Алексеевич
- ??.??.1880—??.??.1885 капитан-лейтенант К. П. Никонов
- ??.??.1885—??.??.1887 капитан 2-го ранга И. И. Стронский

### Другие должности
- ??.??.1890—27.09.1890 лейтенант Е. В. Клюпфель
- 17.05.1878—21.06.1878 КИМФ прапорщик П. А. Мордовин